# Liste der Naturdenkmale in Schönborn (Pfalz)
Die Liste der Naturdenkmale in Schönborn nennt die im Gemeindegebiet von Schönborn ausgewiesenen Naturdenkmale (Stand 28. März 2024).

## Naturdenkmale
| Nr.         | Bezeichnung                   | Lage                                                | Beschreibung                                                                     | Bild                                    |
| ----------- | ----------------------------- | --------------------------------------------------- | -------------------------------------------------------------------------------- | --------------------------------------- |
| ND-7333-113 | Winterlinde in der Dorfmitte  | Ortsstraße, bei Nr. 13a Lage                        | Tilia cordata; 1890 gepflanzt, 13 m hoch bei 1,9 m Umfang                        | Direkt Bild zu diesem Denkmal hochladen |
| ND-7333-114 | Fünf Eschen                   | südlich des Ortes; Flur Am alten Kelter Lage        | Fraxinus excelsior, fünf Bäume; zwischen 1800 und 1850 gekeimt, bis zu 15 m hoch | Direkt Bild zu diesem Denkmal hochladen |
| ND-7333-118 | Birnbäume                     | südlich des Ortes; Flur Am alten Kelter Lage        | Pyrus communis, drei Bäume; vor 1900 gepflanzt, bis zu 18 m hoch                 | Direkt Bild zu diesem Denkmal hochladen |
| ND-7333-120 | Stieleiche in der Herrenwiese | nordöstlich des Ortes; Flur In der Herrenwiese Lage | Quercus robur; um 1900 gekeimt, 25 m hoch bei 3 m Umfang                         | Direkt Bild zu diesem Denkmal hochladen |